# Rafael Rosell
Pour les articles homonymes, voir Rosell.
Rafael Rosell, né le 10 novembre 1982 en Norvège, est un acteur filippo-norvégien.

## Filmographie
- 2012 : Temptation of Wife (TV) : Nigel Armada
- 2010-2011 : Kristine (TV) : Marco De Silva
- 2010 : Ang tanging ina mo: Last na 'to! : Troy
- 2010 : Midnight Phantom (en) (TV) : Brandon
- 2010 : Si Techie, si Teknoboy, at si Juana B : Abet
- 2010 : Pendong : Madman
- 2010 : Fling : Japo
- 2010 : Working Girls : Attorney Rodney
- 2009-2010 : Precious Hearts Romances (TV) : Wayne Alban
- 2009 : Ang darling kong aswang : Joaquin
- 2009 : In My Life : Vince
- 2009 : Your Song (TV) : Professor David
- 2009 : Status: Single : Hans
- 2009 : Tulak
- 2008 : I Heart Betty La Fea (TV) : Jeremy
- 2008 : When Love Begins
- 2008 : SineSerye (TV) : Lucas Santander
- 2007 : Prinsesa ng Banyera (TV) : Charles
- 2007 : Rounin (TV) : Creon
- 2006 : Panday (TV) : Calyptus
- 2006 : Matakot ka sa karma : Victor
- 2006 : Rome & Juliet : Marc
- 2006 : Komiks
- 2006 : Star Magic Presents (TV) : Roy
- 2006 : D' Lucky Ones! : Doods
- 2005 : Bikini Open : Sonny
- 2005 : Dreamboy
- 2004 : Marina (TV) : Rodge
- 2003 : Pinay Pie : Artie
- 2002 : Kay tagal kang hinintay (TV) : Tiborce
- 2002 : Kung ikaw ay isang panaginip : Paolo
- 2000 : Tabing ilog (TV) : Oliver MacFuller